# Parkhill House
Parkhill House ist ein Herrenhaus in der schottischen Stadt Polmont in der Council Area Falkirk. 1972 wurde das Bauwerk in die schottischen Denkmallisten in der höchsten Kategorie A aufgenommen.

## Geschichte
Im Jahre 1789 ließ James Cheape of Sauchie die ältesten Teile von Parkhill House errichten. Der bedeutende Architekt William Burn wurde 1835 mit der Erweiterung und Umgestaltung des Anwesens betraut und prägte dabei maßgeblich das heutige Aussehen. Ein rückwärtig abgehender Flügel wurde zwischenzeitlich abgerissen.

## Beschreibung
Parkhill House befindet sich am Westrand von Polmont auf halbem Wege nach Laurieston. Das ursprüngliche Herrenhaus nimmt den Nordostteil der Gebäudegruppe ein, die einen Innenhof beinahe vollständig umschließt. Das Mauerwerk des dreistöckigen Gebäudes besteht aus Bruchstein. Der ursprüngliche Eingang befand sich an dem halbrund hervortretenden Turm in der Gebäudemitte, wo heute Drillingsfenster verbaut sind. Das Gebäude schließt mit schiefergedeckten Walmdächern ab. Die Anbauten auf beiden Seiten sind neueren Datums. Der Innenraum wurde grundlegend überarbeitet und entspricht weitgehend nicht mehr dem Ursprungszustand.